# Войнишки партизански батальон „Васил Петлешков“
Войнишки партизански батальон „Васил Петлешков“ е български партизански отряд, създаден от дезертирали български военнослужещи в Югославия по време на партизанското движение в България (1941 – 1944).
Създаден е и действа на югославска територия. В края на юни 1944 г. войници от III рота на II етапна дружина и от други части преминават на страната на югославските партизани. В началото на август формират Войнишкия партизански батальон „Васил Петлешков“, оперативно подчинен на ЮНОА. Командир на батальона е Петър Матакиев, политкомисар – д-р Кръстю Гершанов.
Батальонът действа заедно с югославските партизани. Пробива си път с бой и на 9 септември 1944 г. влиза в Кюстендил, където се присъединява към Българската армия и участва във войната срещу Германия.